# Sebago
Sebago – miasto w Stanach Zjednoczonych, w stanie Maine, w hrabstwie Cumberland.